# USS Indiana (BB-1)
«Индиана (BB-1)» (англ.  USS Indiana (BB-1)) — первый броненосец 1-го класса, спроектированный и построенный для ВМФ США. Головной корабль типа «Индиана».
Заложен в 1890-м, спущен на воду 7 мая 1891 года. Введен в состав флота в 28 февраля 1893 года, став первым кораблем ВМС США с тяжелой бронёй и крупнокалиберной артиллерией. Будучи разработанным для береговой обороны, имел палубы, неприспособленные для высоких волн в открытом океане.
В составе Североатлантического соединения участвовал в испано-американской войне 1898 года. Принял участие и в блокаде Сантьяго-де-Кубы и в Битве при Сантьяго-де-Куба, которая произошла при попытке испанского флота прорваться через блокаду. «Индиана» был неспособен присоединиться к преследованию испанских крейсеров, но огнём своих орудий сумел повредить два корабля. После войны, несмотря на несколько модернизаций, броненосец быстро устарел и провел большую часть своей службы как учебное судно и в запасном флоте. Во время Первой мировой войны использовался как учебное судно для орудийных расчетов. 
В январе 1919 года списан в третий и последний раз, как устаревший. Расклассифицирован и лишён прежнего названия, чтобы использовать название «Индиана» для новых кораблей. Использовался в качестве мишени, и в 1920 году во время учебной бомбардировки с воздуха затоплен на мелководье. В 1924 году корпус корабля был поднят и оправлен на слом.

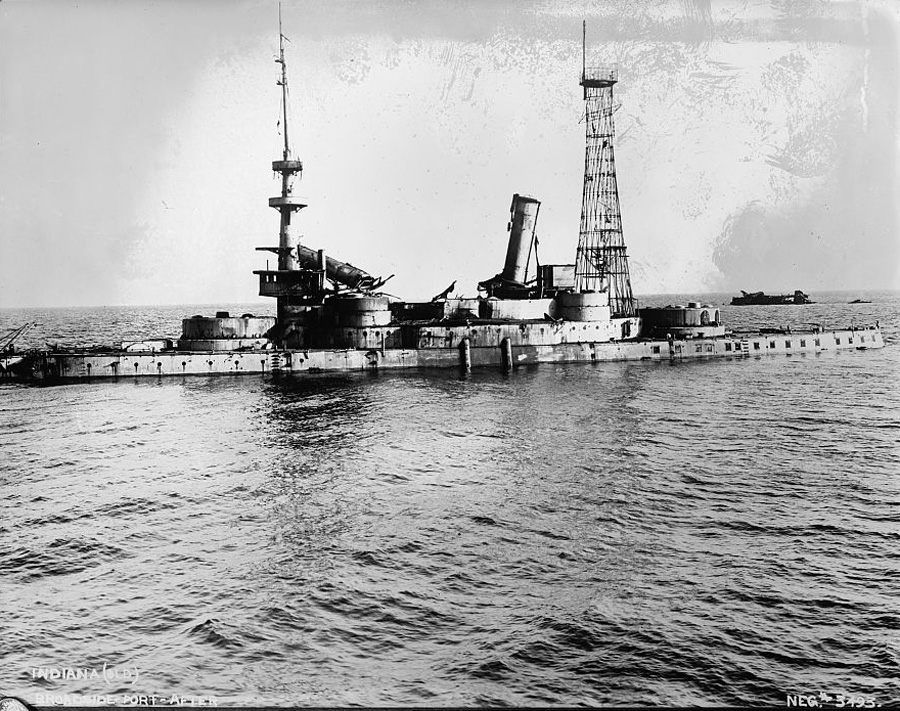
Индиана на мелководье в Чесопикском заливе. На заднем плане видны остатки Сан-Маркоса.